# Número 23
The Number 23 (br/pt Número 23) é um filme estadunidense de 2007 do gênero suspense, estrelado por Jim Carrey e dirigido por Joel Schumacher.

## Sinopse
Walter Sparrow (Jim Carrey) é um funcionário do canil municipal que ganhou um livro de presente de sua esposa Agatha, chamado O número 23. O livro narra a obsessão de Fingerling (Jim Carrey) com este número, e como isto modifica a sua vida. Ao lê-lo, Walter reconhece várias passagens como sendo situações que ele próprio já viveu. Aos poucos, ele nota a presença do número 23 em seu passado e, também, no seu presente, tornando-se cada vez mais paranoico. No livro, o personagem Fingerling mata algumas pessoas, e isso faz com que Walter tenha medo de se tornar um assassino.

## Elenco
- Jim Carrey — Walter Paul Sparrow/Det. Fingerling
- Virginia Madsen — Agatha Pink-Sparrow/Fabrizia
- Logan Lerman — Robin Sparrow
- Rhona Mitra — Laura Tollins
- Chris Lajoie — Benton
- Danny Huston — Isaac French/Dr. Miles Phoenix
- Mark Pellegrino — Kyle Finch
- Lynn Collins — Isobel Lydia Hunt aka "The Suicide Blonde"
- Bud Cort — Dr. Leary
- Tom Lenk — Bookstore Clerk
- Bob Zmuda — Desk Clerk
- Ed Lauter — padre Sebastian